# Escudo de Villaescusa (Cantabria)
El escudo de Villaescusa es uno de los símbolos del municipio español de Villaescusa en Cantabria, junto a su bandera. Dicho escudo queda organizado de la manera siguiente: escudo partido: 1º de plata, el roble de sinople; 2º de sinople, la piqueta de oro y, en punta, de gules un puente de plata. Va timbrado con la corona real española.
El escudo fue adoptado por el ayuntamiento siendo autorizado por el Ministerio de Administración Territorial el día 24 de septiembre de 1982, previo informe favorable emitido por la Real Academia de la Historia.